# Alexandre Picard (Eishockeyspieler, Oktober 1985)
Alexandre Picard (* 9. Oktober 1985 in Les Saules, Québec) ist ein kanadischer Eishockeyspieler, der zuletzt beim Dornbirner EC in der Erste Bank Eishockey Liga unter Vertrag stand.

## Karriere
Alexandre Picard begann seine Karriere als Eishockeyspieler in der kanadischen Juniorenliga QMJHL, in der er von 2001 bis 2005 für die Castors de Sherbrooke sowie nach deren Umsiedlung für deren Nachfolgeteam Lewiston MAINEiacs aktiv war. In der Saison 2003/04 wurde er in das zweite All-Star Team der Liga gewählt und erhielt die Trophée Michael Bossy als Spieler der QMJHL, dem die größten Chancen für eine erfolgreiche Profikarriere eingeräumt werden. Anschließend wurde der Flügelspieler im NHL Entry Draft 2004 in der ersten Runde als insgesamt achter Spieler von den Columbus Blue Jackets ausgewählt. Von 2005 bis 2010 bestritt er insgesamt 67 Spiele für Columbus in der National Hockey League, bei denen er zwei Tore vorbereitete. Über einen längeren Zeitraum konnte er sich allerdings nie bei den Blue Jackets durchsetzen, weshalb er die meiste Zeit bei deren Farmteam Syracuse Crunch in der American Hockey League verbrachte.
Am 3. März 2010 wurde Picard im Tausch gegen Chad Kolarik an die Phoenix Coyotes abgegeben, spielte in den folgenden eineinviertel Jahren jedoch ausschließlich für deren AHL-Farmteam San Antonio Rampage. Im Juli 2011 unterschrieb er einen Vertrag als Free Agent bei den Tampa Bay Lightning aus der NHL, kam jedoch in der Saison 2011/12 ebenfalls ausschließlich für deren AHL-Farmteam Norfolk Admirals zum Einsatz. Ab der Saison 2012/13 spielte er beim Genève-Servette HC in der National League A.
In der Saison 2015/16 kam Picard bei Servette nicht mehr zum Einsatz, nahm im Dezember als Gastspieler für den HC Davos am Spengler Cup teil und wurde von diesem Anfang Januar 2016 bis zum Saisonende verpflichtet. Anschließend stand Picard beim Mountfield HK in der tschechischen Extraliga unter Vertrag, ehe er im Oktober 2017 in die Kontinentale Hockey-Liga zu Amur Chabarowsk wechselte.
Im Juli 2018 wurde er von Kunlun Red Star unter Vertrag genommen, absolvierte jedoch nur vier Spiele für den chinesischen KHL-Teilnehmer.

## Erfolge und Auszeichnungen
- 2004 QMJHL Second All-Star Team
- 2004 Trophée Michael Bossy
- 2012 Calder-Cup-Gewinn mit den Norfolk Admirals
- 2012 Jack A. Butterfield Trophy

## Statistik
(Stand: Ende der Saison 2015/16)